# グロスター ミーティア
グロスター ミーティア
英空軍のミーティア F.4（1955年）
- 用途：戦闘機
- 設計者：ジョージ・カーター
- 製造者：グロスター・エアクラフト社
- 運用者： イギリス（イギリス空軍）他
- 初飛行：1943年3月5日
- 生産数：3,947機
- 運用状況：退役

グロスター ミーティア（Gloster Meteor）は、イギリスの航空機メーカー、グロスター・エアクラフト社が開発した連合国軍側初の実用ジェット戦闘機。ドイツ空軍の世界初の実用ジェット戦闘機メッサーシュミット Me262 に遅れること数週間で実戦配備された。

## 開発
1941年に連合国軍側初のジェット試験機 E.28/39 を進空させたグロスター社は、軍需省仕様 F.9/40 に基づき同国初の実用ジェット戦闘機の基本設計に着手した。歴史は古いものの二流メーカーと見做されていた当時のグロスターには第一線機がなく、下請生産中のホーカー ハリケーンも終息間近と、戦時下にもかかわらず手隙にしていたため、同社が指名された経緯がある（同時期、アメリカのマクドネル・エアクラフトも同様の理由で、アメリカ海軍初のジェット艦上戦闘機「FH-1 ファントム」の開発を受注した）。

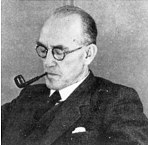
ミーティアを設計したジョージ・カーター

高速化目的で単発を主張する空軍省に対し、エンジンの低信頼性を憂慮する同社主任技師のジョージ・カーター（George Carter）は双発を主張して譲らず、結局双発で計画は進められた。
機体自体は革新性皆無の極めて凡庸なもので、早くも1942年春には8機の試作が開始されたものの、搭載予定エンジン W.2 を巡る混乱で計画は大きく遅延し、先に実用化したハルフォード H.1（後のデ・ハビランド ゴブリン）を仮に積んで、1943年3月にようやく初飛行した。 
当初「サンダーボルト」と命名予定だったが、イギリス空軍も採用していたアメリカ製戦闘機 P-47 との競合を避けるため、程なく「ミーティア」に改称された。テイル・ヘビー傾向とヨー安定不良が深刻でスピン癖が強かったが、各種試験を続行し小改良で実用化の目処を立てた。量産試作型 F.1 の原型機は、米英定期技術交流でベル P-59 と交換されている。

## 運用

### 欧州戦線
2年間にわたる試験と訓練を経て、1944年7月、ケント州マンストンで初就役した。ウェランド搭載のミーティア F.1 と、スピットファイア Mk.VII からなる混成評価飛行隊（616th sq.）の編成は1944年7月12日で、8月4日にはV1飛行爆弾を主翼同士を接触、反転させて初撃墜を記録し、その後も14発ばかりの戦果を上げたが、上昇力に劣り、加減速が緩慢で姿勢制御が難しく、またウェランドの軸受強度から機動は± 2G 程度に制限されていたため、この段階で対戦闘機戦闘は事実上不可能だった。Me262 とは異なり、F.1 はただ連合国側初のジェット機という存在価値しかなく、高度に発達したレシプロ戦闘機に優る点はあまりなかった。
連合軍はミーティアがドイツ軍の手に落ちるのを恐れて、最初の作戦は連合軍の領空に限られていた。しかし、ドイツ空軍の活動が非常に弱まった大戦最後の数週間は、ミーティアはドイツ上空で作戦した。
ダーウェント Mk.I 搭載の本格量産型 F.3 は同年12月から配備が開始され、1飛行中隊がベルギーにも展開したが、この頃既にドイツ側の反撃は少なくなっており、想定された Me262 との交戦機会もなく、専ら対地攻撃機 として試験運用されるうちに終戦を迎えた。

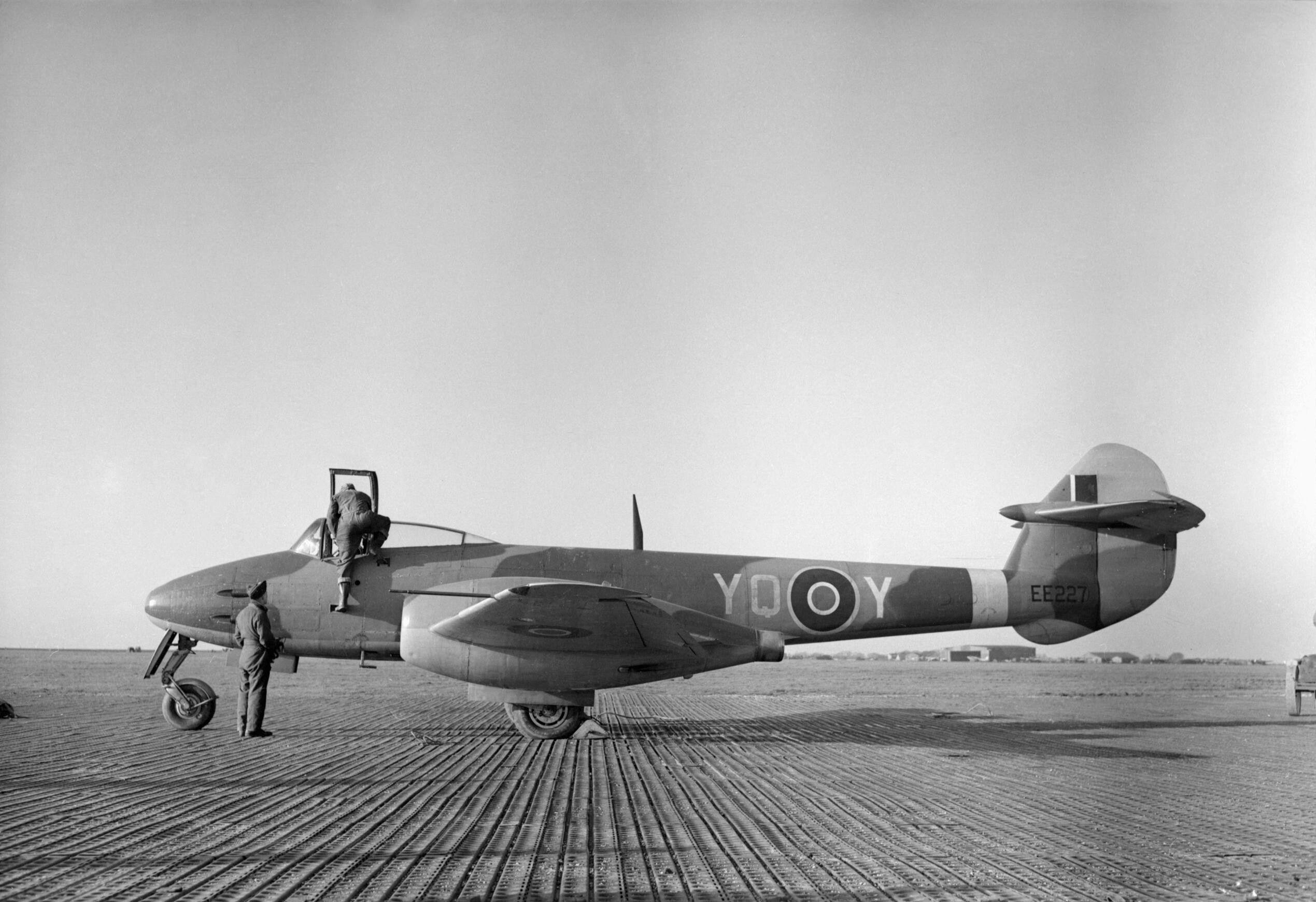
ミーティア F.1
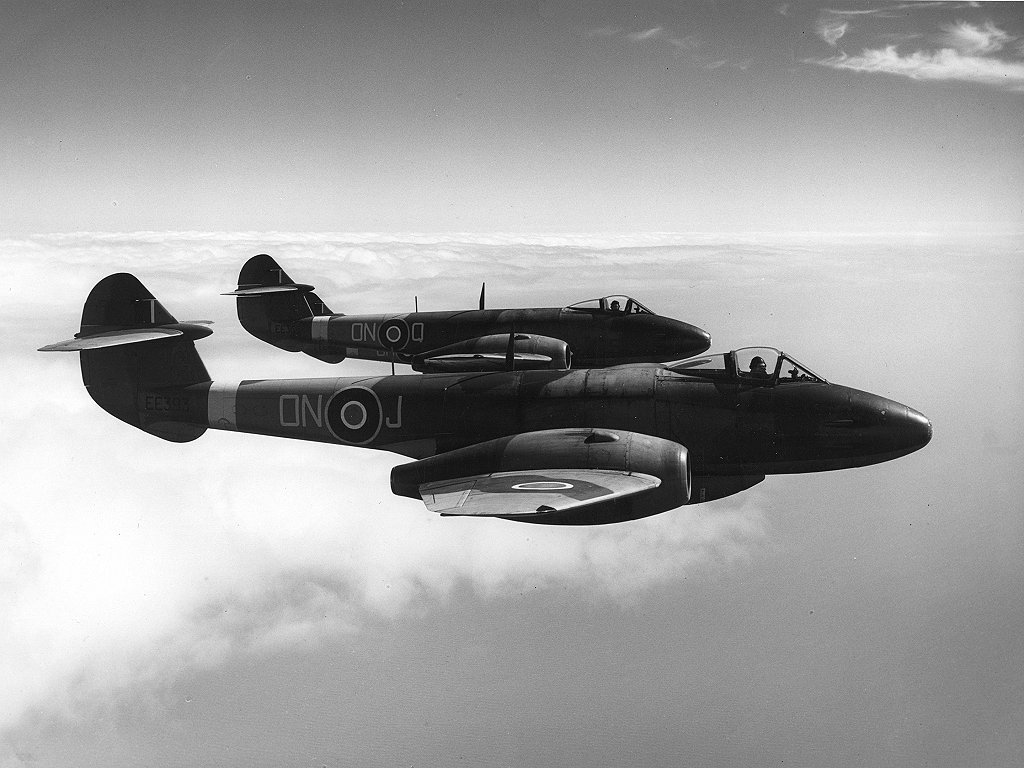
ミーティア F.3

### 戦後

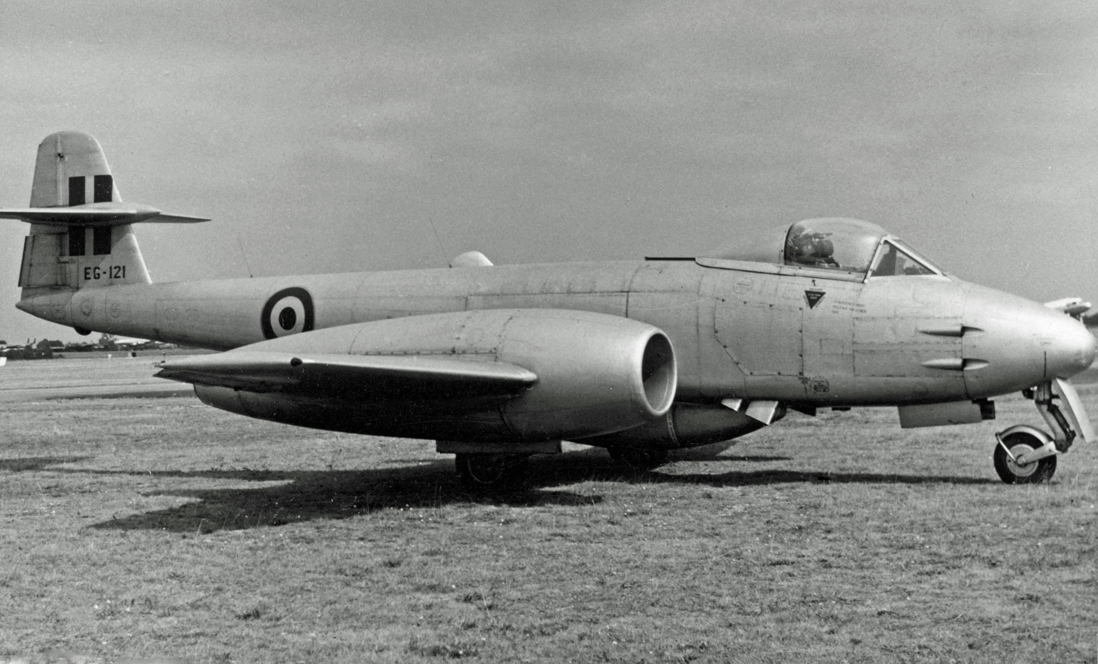
ミーティア F.8

1944年末に遠心式ターボジェットの決定版ロールス・ロイス ニーンが完成すると、直ぐさまそのミーティア向けの縮小版ダーウェント Mk.V が計画された。この専用エンジンを搭載した F.4 は1945年5月に初飛行し、パワーアップに空力的洗練も相俟って Me262 に比肩し得る性能を発揮したものの、同時期にアメリカで実用化したロッキード P-80 と同様、時既に遅く第二次世界大戦には間に合わなかった。F.4 の内2機はスピードレーサーに改造され、1945年11月7日に初めて600 mph(970 km/h)を突破したが、未公認に終わった。
この F.4 を元に、コックピットをタンデム複座とした練習機型 T.7 が開発され、イギリス空軍最初のジェット練習機として飛行学校などに配備された。複座化に伴い胴体を延長したことで方向安定性が向上したため、胴体延長は後述の F.8 にも取り入れられた。また、これを元にしてレーダーを搭載した夜間戦闘機型も開発された。ただしこれら複座型のコックピットは、単座型と異なり太いフレームに覆われたキャノピーを使用した時代遅れのものであり、単座型と同様のバブルキャノピーが採用されたのは夜間戦闘機型の最終型 NF.14 のみであった。
1940年代末には旧態化が顕著になったミーティアだったが、ホーカー ハンターなどの後退翼ジェット戦闘機の配備が遅れたため、繋ぎとしてエンジンをダーウェント Mk.VIII にパワーアップし、西側初の射出座席を装備した全面改良型 F.8 が開発され、1949年8月から部隊配備が開始された。上昇率を除く全ての面で F.4 より性能が向上した F.8 は、暫定的な戦闘機として戦闘機軍団の戦力ギャップを埋める重要な役目を果たした。なお F.8 が射出座席を採用したにもかかわらず、複座型は夜間戦闘機型を含め最後まで射出座席未搭載のままであった。
既に超音速時代に入った1954年まで生産され続けたミーティアは、1950年代中頃から第一線部隊や飛行学校からの退役を開始したが、その後も技量維持訓練機や連絡機として1970年代まで使用されていた。

### 各種試験

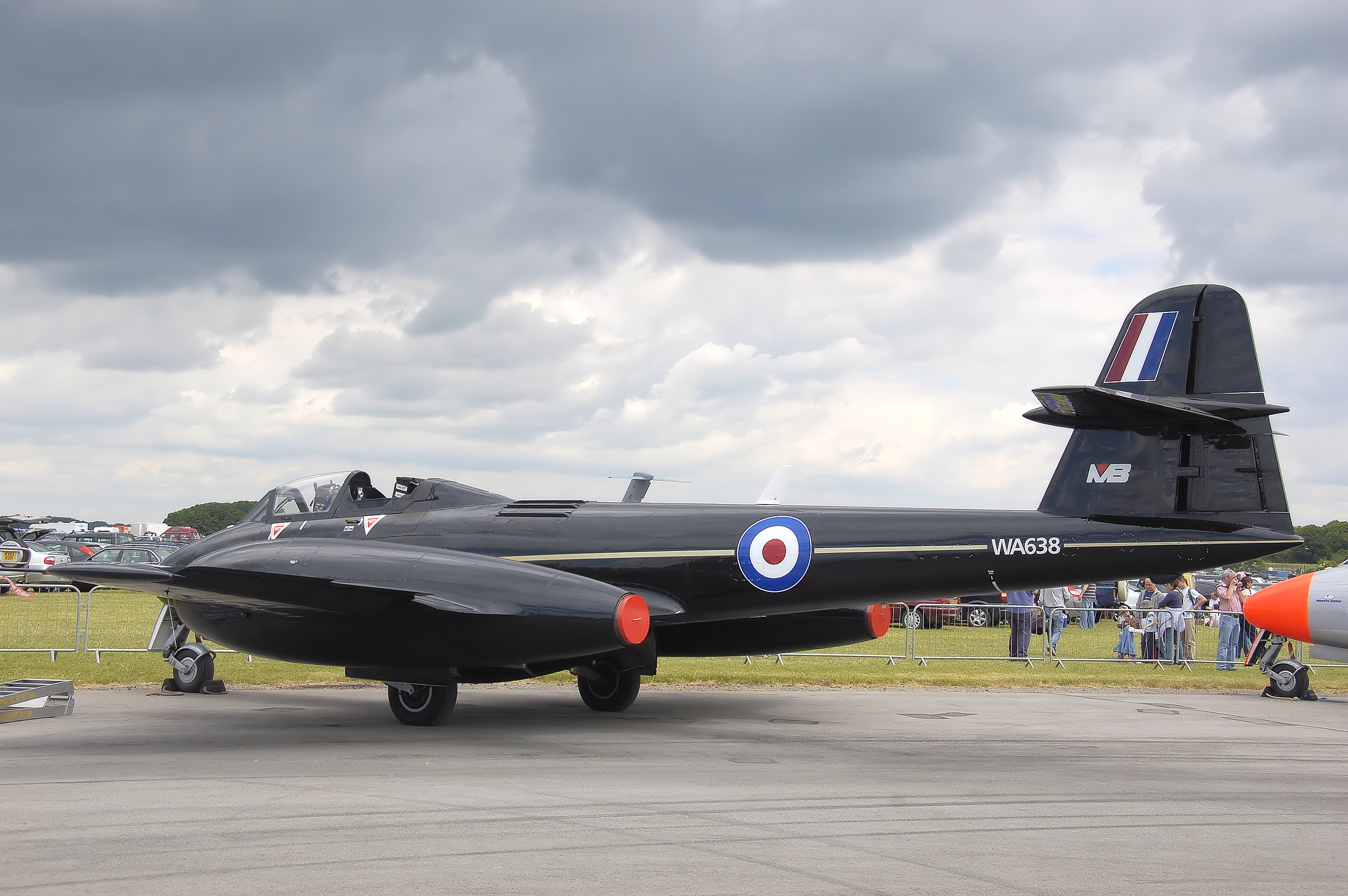
射出座席の試験に使用されたマーチンベーカー社有のミーティア WA638（2008年）

ミーティアは、各種試験のテストベッド機としても多用されている。
ロールス・ロイス トレントに換装された F.1 の1機（EE-227号機, トレント・ミーティア）は、世界初のターボプロップ推進機として各種試験を行い、後のダート開発に大きく貢献した。この他にも、ミーティアはさまざまなジェット・ロケットエンジンの試験に使用された。またマーチンベーカー社は、射出座席の試験用に T.7 の改修機を使用した。
F.3 のうち数機は航空母艦から運用できる艦上機型のテストに用いられており、脚部が延長されアレスティング・フックを装備した。運用試験はインプラカブルにて行われ、空母への着艦及び空母からの発艦も含まれた。 F.3 による試験結果が発艦性能を含め好ましいものだったため、F.4 でのさらなる試験へと移行した。F.4 の艦上機型は翼端切り落とし(clipped wing)の折りたたみ翼を備えた。しかし艦上機型は運用試験にとどまり、ミーティアがイギリス海軍で運用されるようになった際には、陸上基地での訓練用に T.7 が用いられるのみであり、シーバンパイアなどの艦上機に搭乗する前段階のパイロット訓練に使用された。

## 各国空軍

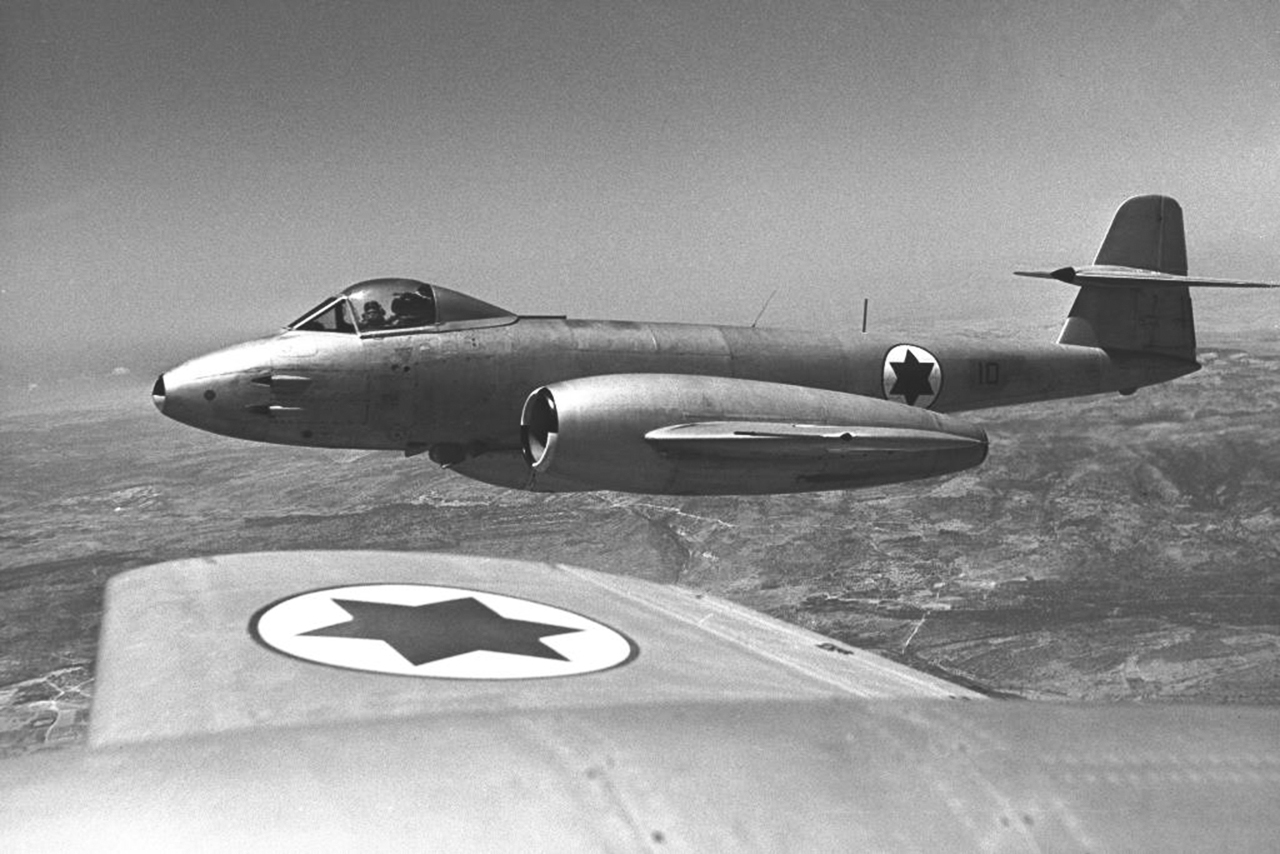
イスラエル空軍のミーティア F.8

ミーティアはその凡庸さ故に従来のプロペラ機からの乗員移行が容易だったため、各国空軍が初めて導入するジェット戦闘機として需要が高く、F.4 以降はイギリス連邦以外の友好諸国へ多くが輸出され、局地紛争には1960年代まで参戦した。
累計は約3,900機に達し、フランス、ベルギー、オランダ、スウェーデン、デンマーク、エジプト、シリア、イスラエル、アルゼンチン、ブラジル、エクアドル、オーストラリア、ニュージーランドの各空軍で運用され、ベルギーとオランダではライセンス生産が行われた。
少なからぬ残存機が博物館等で静態保存されているが、飛行可能な機体はイギリスの4機とオーストラリアの1機のみである。

### 朝鮮戦争
1946年から1952年にかけてミーティア113機を調達したオーストラリア空軍は、イギリス連邦占領軍岩国基地所属の第77編隊を1951年7月にノースアメリカン F-51D からミーティア F.8 に転換して金浦基地に転出、朝鮮戦争の前線に投入した。
同年8月29日、圧倒的に高性能な新鋭機 MiG-15 との初交戦では1機を喪失2機を大破され戦果なく、北側空軍が練度を上げるに従って更に損害が増し、12月1日のミーティア12機とミグ40機の遭遇では1機の初撃墜を記録したものの逆に4機を失ったため、以降は制空任務をノースアメリカン F-86 に譲り対地攻撃と低空写真偵察に専念した。期間を通じて少なくとも30機のミーティアが敵側戦闘機により撃墜されたが、対空砲火による被害はそれ以上に上る。

### スエズ動乱
スエズ動乱では、イスラエル、エジプト、シリアの機体が実戦投入された。イスラエル機はエジプトのバンパイアと交戦し撃墜を記録している。また、エジプト機はイギリスのヴァリアント爆撃機を迎撃し脅威を与え、シリア機はイギリスのキャンベラ偵察機を撃墜している。

## 各型

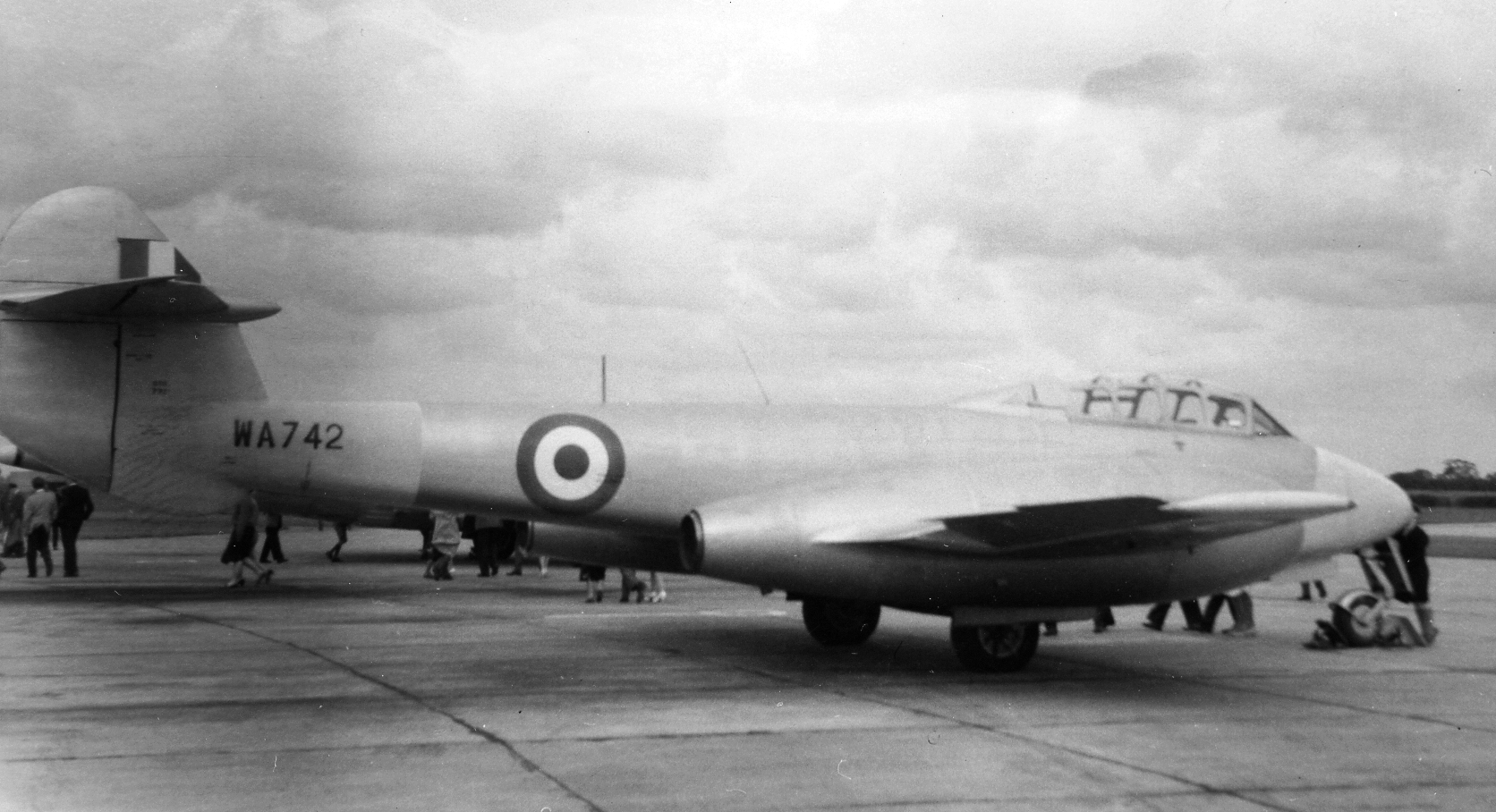
ミーティア T.7
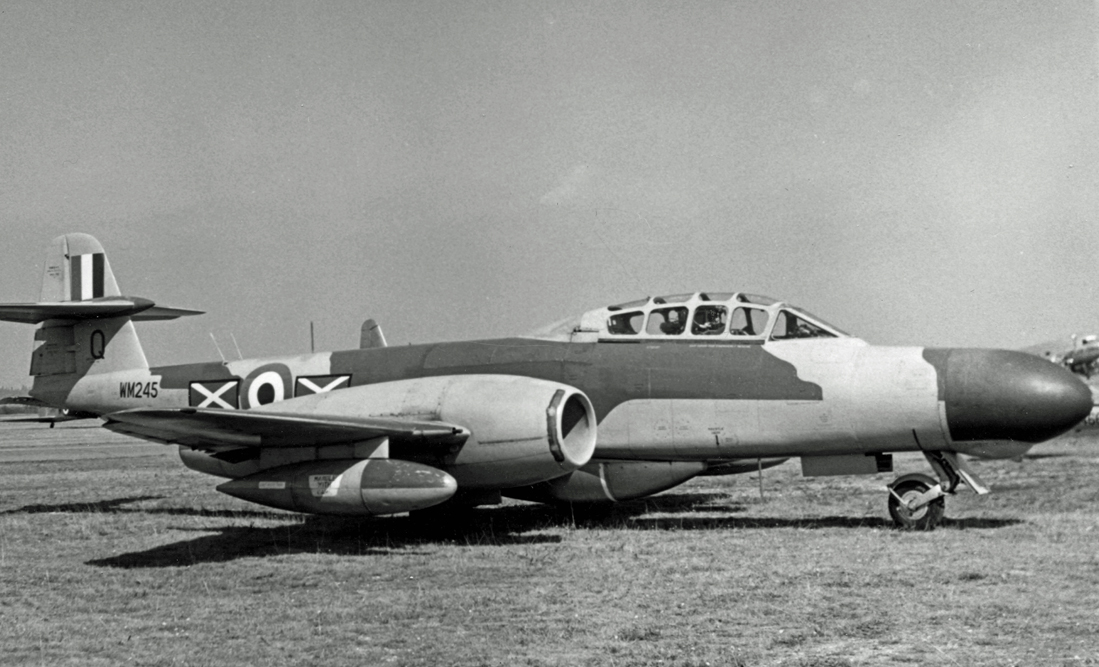
ミーティア NF.11
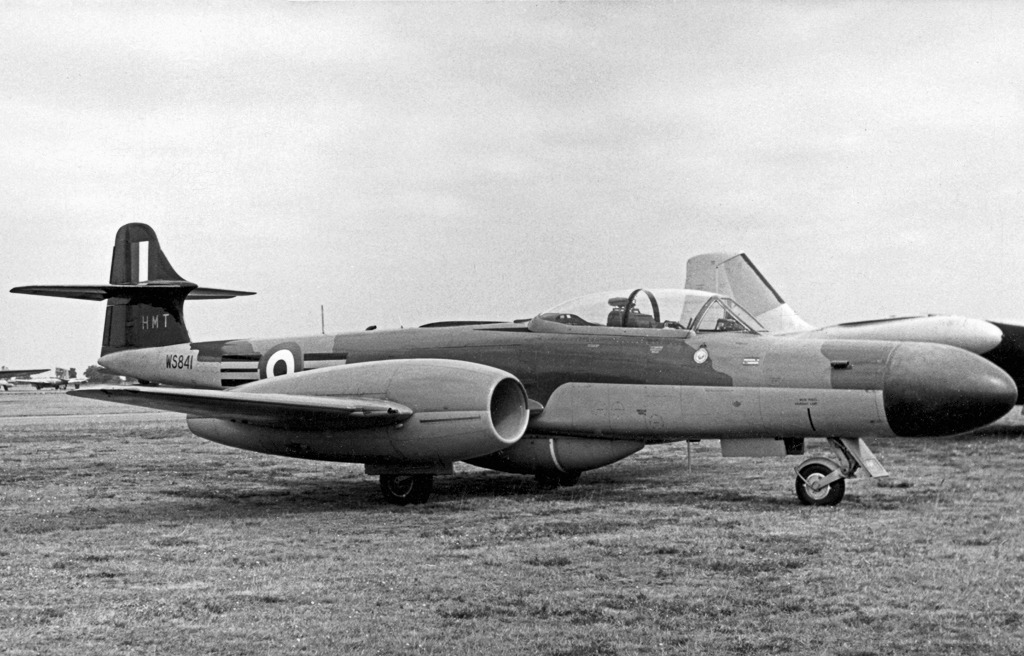
ミーティア NF.14
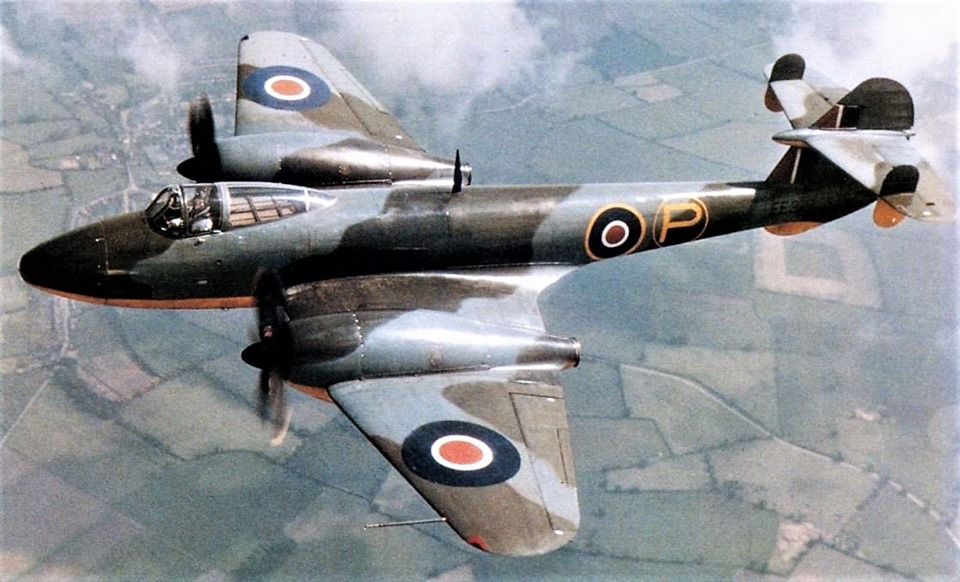
F.1 トレント・ミーティア
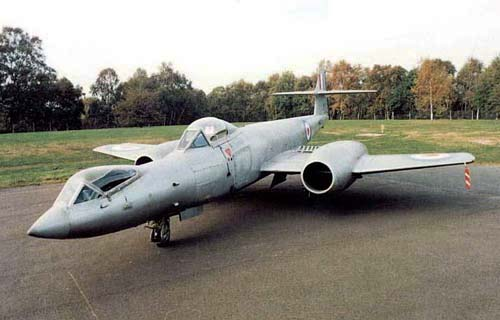
F.8 プローン・パイロット

グロスター F.9/40
1943-1944年に製造された試作機で、"ミーティア"の名称はまだ付けられていない。複数種類のエンジンがテストされた。8機製造。
シリアルナンバー「DG202/G」 - ローバー W2B搭載。1943年7月24日に初飛行。
シリアルナンバー「DG203/G」 - パワージェッツ W2/500搭載。1943年11月9日に初飛行。
シリアルナンバー「DG204/G」 - メトロヴィック F.2搭載。1943年11月3日に初飛行。他の試作機や量産されたミーティアシリーズと異なり、エンジンが主翼の下側に配置されている。
シリアルナンバー「DG205/G」 - ローバー W2B/23搭載。1943年6月12日に初飛行。
シリアルナンバー「DG206/G」 - ハルフォード H.1 (デ・ハビランド ゴブリン)搭載。1943年3月5日に初飛行。ミーティアシリーズの試作機の中で最初に初飛行に成功した。
シリアルナンバー「DG207/G」 - ハルフォード H.1 (デ・ハビランド ゴブリン)搭載。1943年7月24日に初飛行。ミーティア F.2の原型機となった。
シリアルナンバー「DG208/G」 - ローバー W2B/23搭載。1944年1月20日に初飛行。
シリアルナンバー「DG209/G」 - ローバー W2B/27搭載。1944年4月18日に初飛行。
F.1
パワージェッツ W.2（ローバー W.2）系を改良したロールス・ロイス ウェランド搭載の量産試作型、20機（1943~44年） 。
F.2
ハルフォード H.1 (デ・ハビランド ゴブリン)を搭載した試作機 F.9/40「DG207/G」を改修したもの。1機のみ。
F.3
ダーウェント Mk.I 搭載、後方スライド式キャノピー装備の本格量産型、210機。
F.4
初の戦後型。ダーウェント Mk.V 搭載、翼弦短縮、胴体延長、与圧式コックピットを採用。増槽装着可能。テイル・ヘビーが更に深刻化し機首に500kgものバラストを積んでいた。703機製造、内168機が輸出された。
FR.5
F.4 改造の写真偵察機型、1機試作。
F.6
F.4の主翼を後退翼とした計画機で、実際には製造されず。
T.7
F.4 を元にした複座練習型。胴体を延長してコックピットをタンデム複座化。ベルギーでは F.4 から改造された機体があり、これはF.8の尾部を取り付けていたためT.7.5あるいはT.8とも呼ばれた。712機。
F.8
F.4 の大幅改良型。ダーウェント Mk.VIII 搭載、マーチン・ベイカー社製射出座席装備、T.7 の延長胴体を使用、搭載燃料増量。改良による重心位置移動に伴い、尾翼の形状も変更。1183機製造。内614機が輸出された。
FR.9
F.8 の戦闘偵察型、126機。
PR.10
F.8 の非武装写真偵察型、58機。F.8相当の胴体とFR.9相当の機首（武装無し）に、F.4相当の尾部とF.3相当の主翼を持つ。
NF.11
T.7 を元にした複座夜間戦闘機型。機首にアメリカ製レーダーを装備し、それに伴い機関砲の取り付け位置を主翼へ移動。尾翼はF.8 のものを装備。後部にレーダーオペレーターが搭乗。331機。
NF.12
NF.11 の改良型。アメリカ製レーダーを装備。100機。
NF.13
NF.11 の熱帯地域型。40機。
NF.14
NF.13 の改良型。バブルキャノピーを採用。100機。
U.15
F.4 を無人標的機に改造したもの。92機が改造された。
U.16
F.8 を無人標的機に改造したもの。108機が改造された。
TT.20
NF.11 を標的曳航機に改造したもの。
U.21
F.8 を無人標的機に改造したもの。オーストラリア空軍向け。
F.1 トレント・ミーティア
F.1 EE-227号機にロールス・ロイス RB.50 トレントを搭載したターボプロップ実験機。
F.8 プローン・パイロット
人間の耐G許容度を解明するため、F.8 WK935号機を改造して機首にうつ伏せ式のコックピットを追加した実験機。
- ミーティア T.7
- ミーティア NF.11
- ミーティア NF.14
- F.1 トレント・ミーティア
- F.8 プローン・パイロット

## 運用国

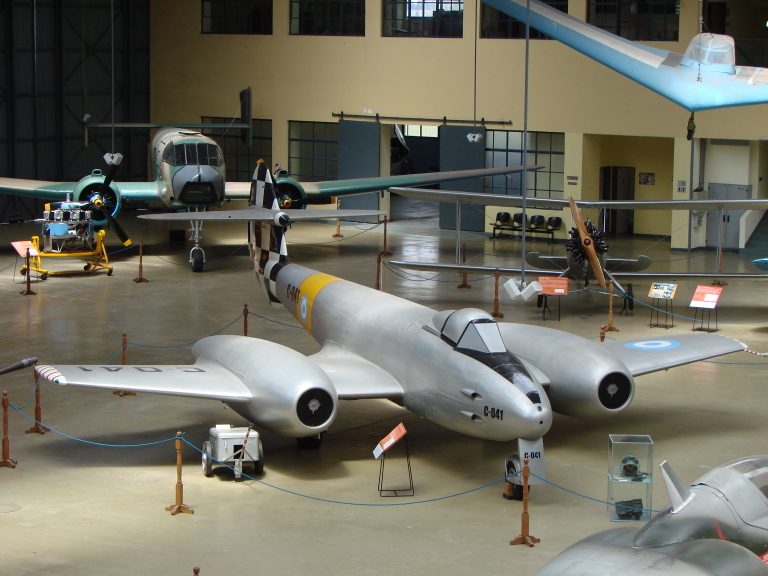
アルゼンチン空軍のミーティア F.4

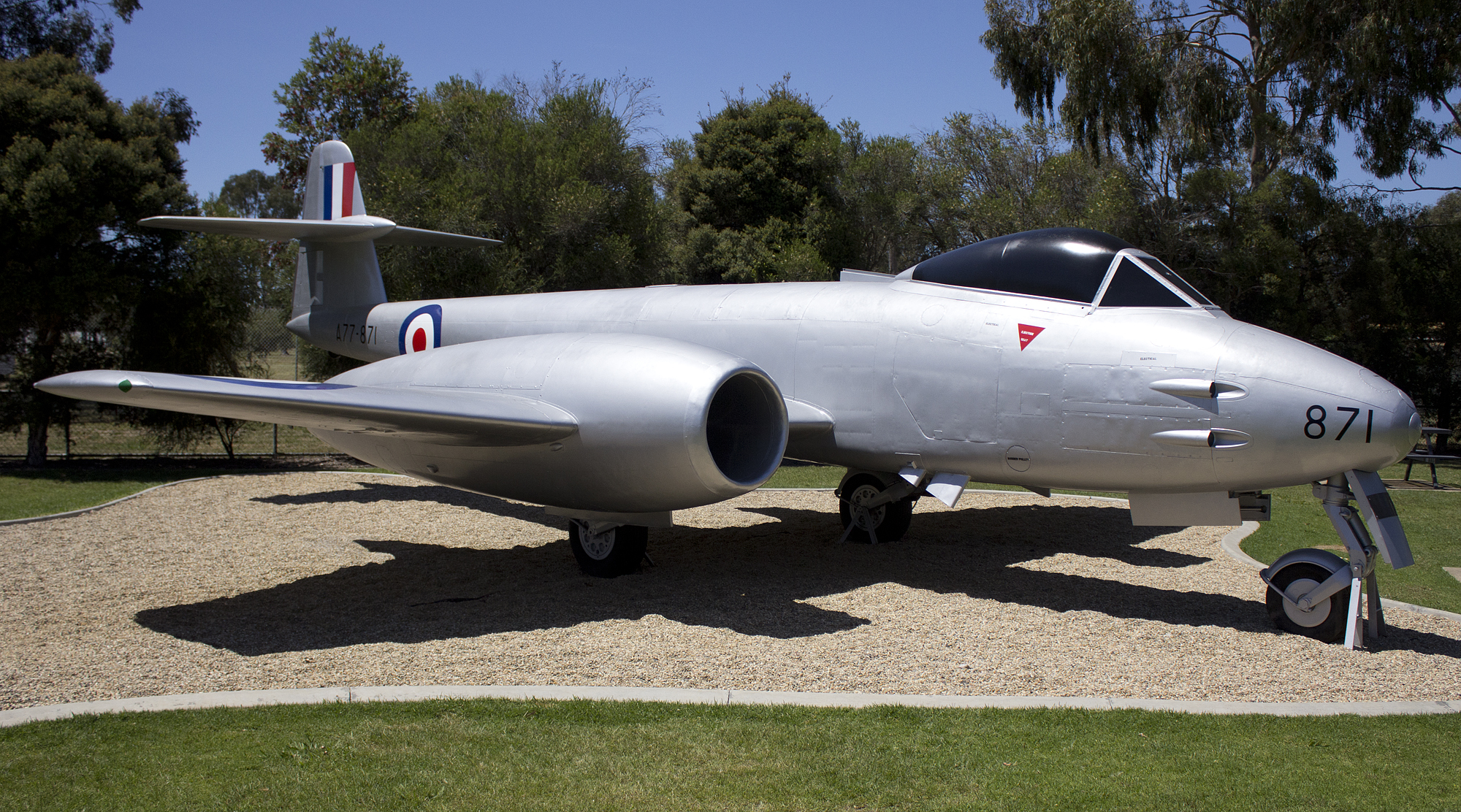
オーストラリア空軍のミーティア F.8

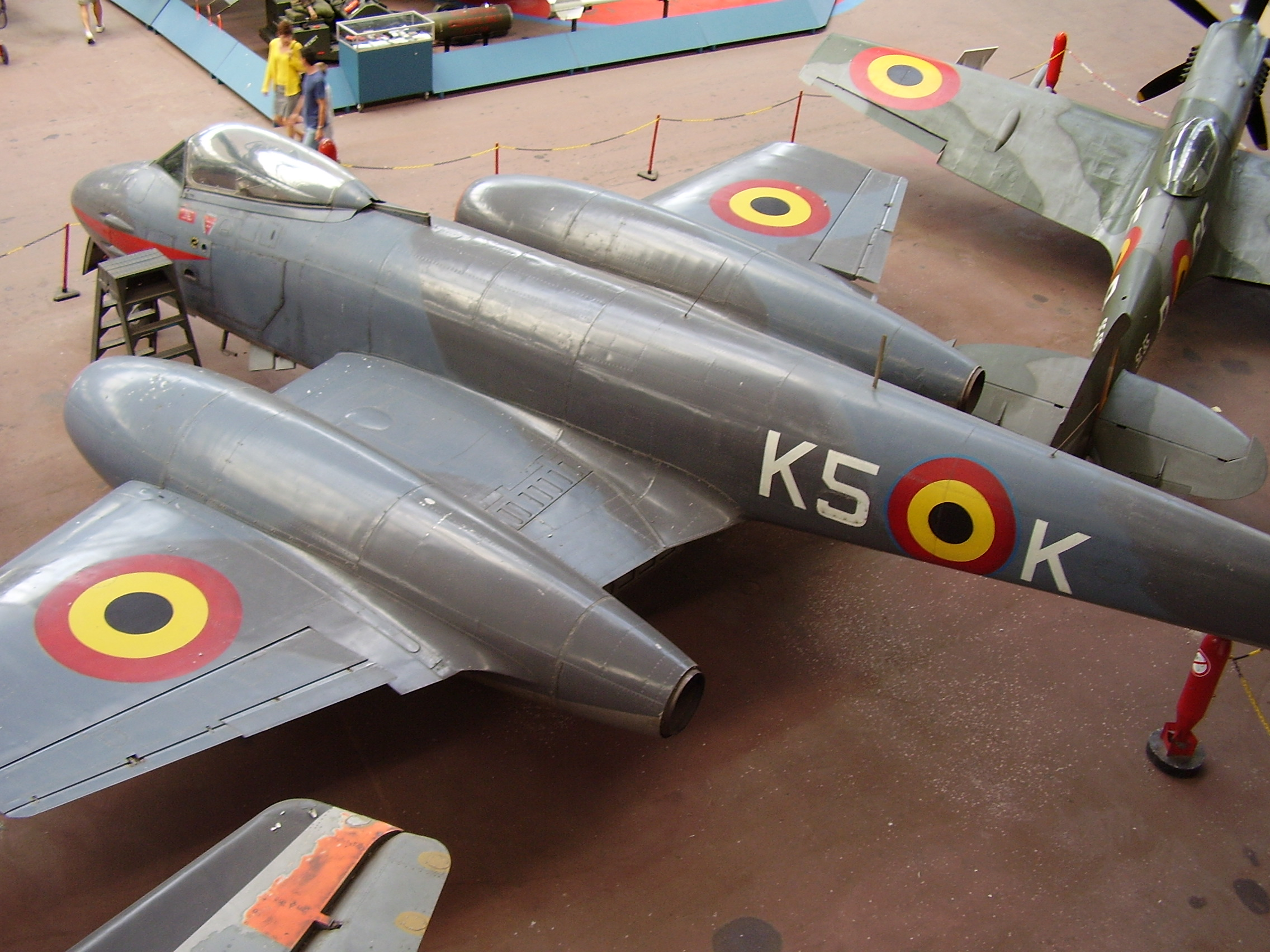
ベルギー空軍のミーティア F.8

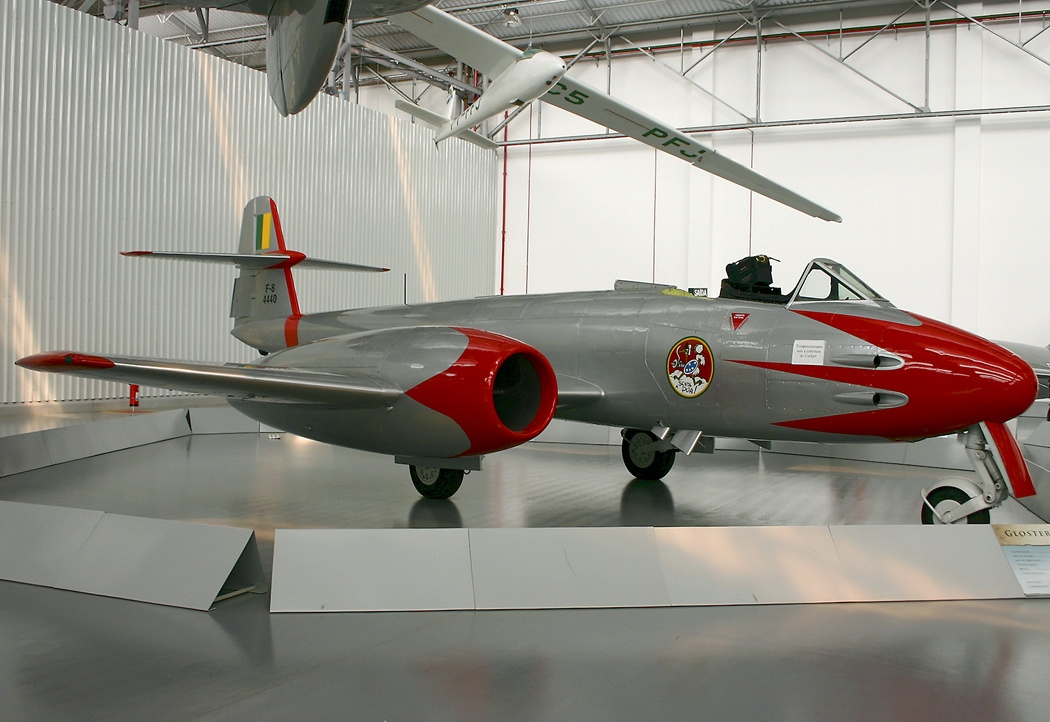
ブラジル空軍のミーティア F.8

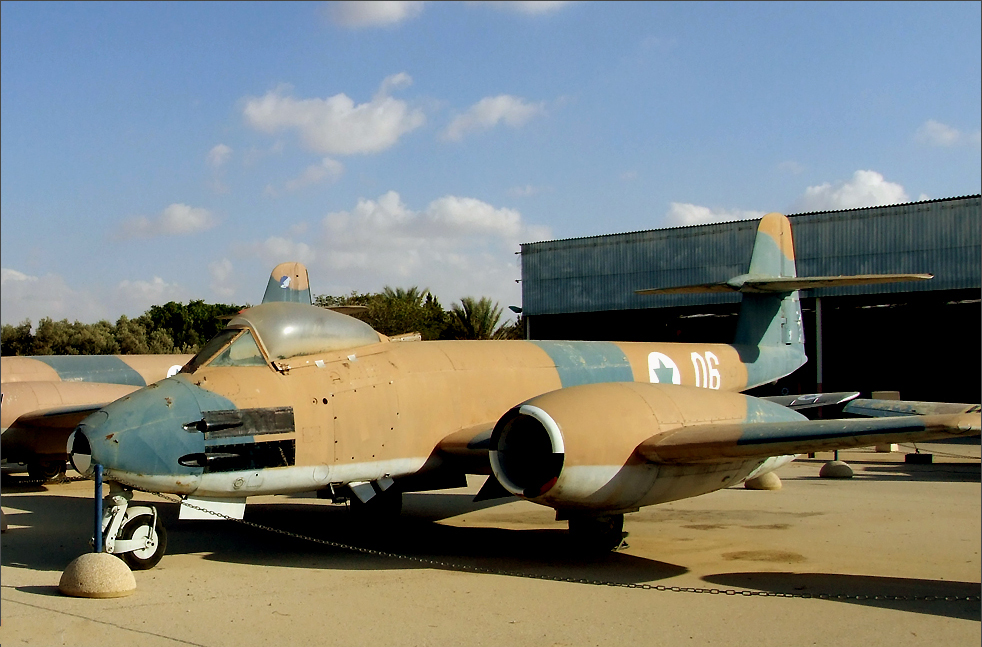
イスラエル空軍のミーティア F.8

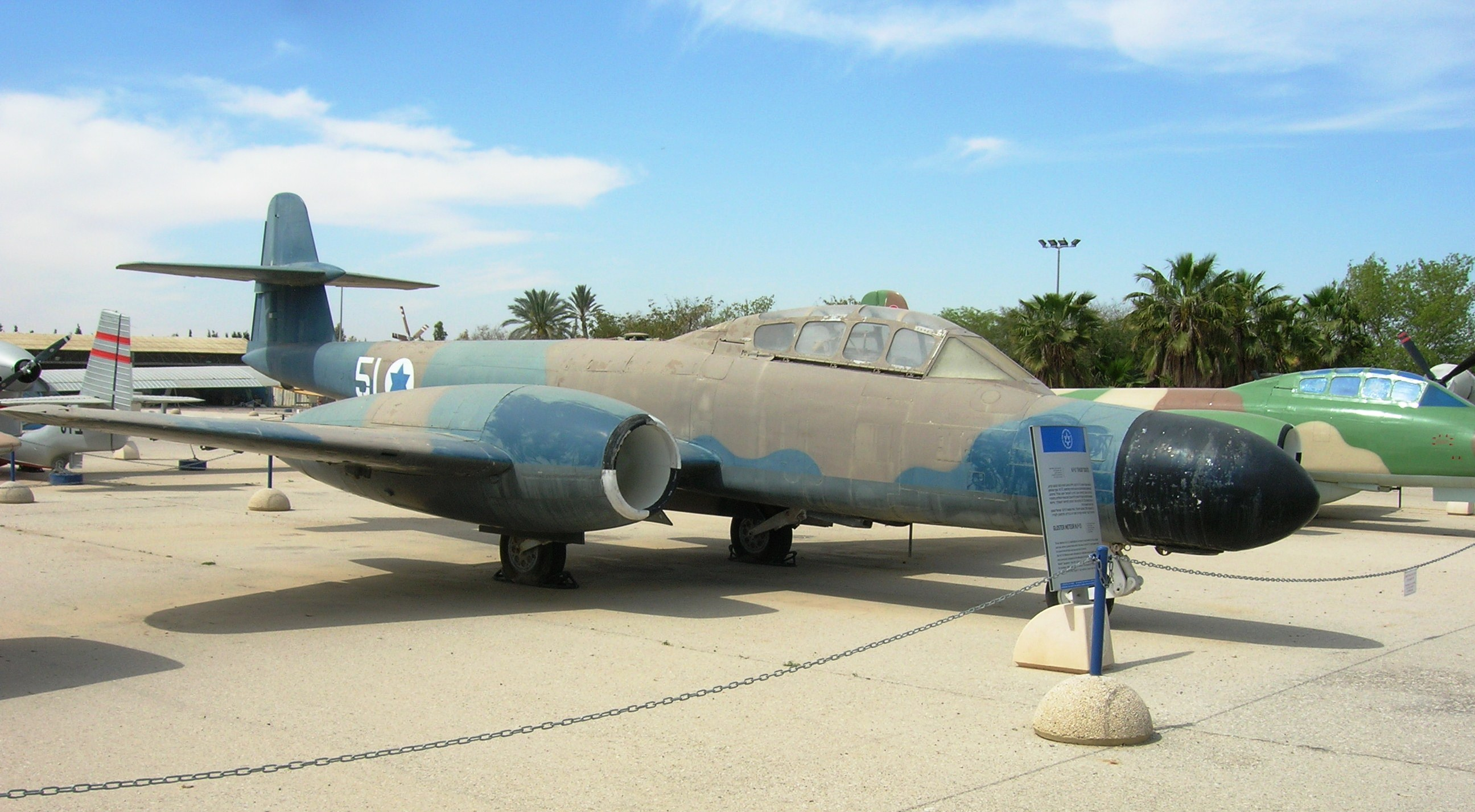
イスラエル空軍のミーティア NF.13

アルゼンチン
アルゼンチン空軍が1947年5月に100機のF.4を発注。50機はイギリス空軍の放出機、50機は新造機で、導入は1947年7月から開始され、1970年にフランス製のダッソー ミラージュIIIに更新されるまで運用されていた。
 オーストラリア
オーストラリア空軍が1946年から47年にかけて1機のF.3を運用。更に1951年から1963年にかけてF.8を94機、T.7を9機、NF.11を1機運用した。
 ベルギー
ベルギー空軍が40機のF.4、43機のT.7、240機のF.8、および24機のNF.11を運用した。
 ビアフラ共和国
ビアフラ共和国空軍が2機のNF.14を入手した。このうち1機はビアフラへの輸送中にマデイラ諸島とカーボベルデの間で墜落した。もう1機はポルトガル領ギニアのビサウで放棄された。ビアフラ共和国は更にもう2機の、デンマーク軍から放出された標的機型の導入を試みたが、こちらは西ドイツの連邦情報局に露見し導入は阻止された。これらはビアフラ共和国の存在した1960年代後半の事である。
 ブラジル
ブラジル空軍が計62機のF.8およびT.7を導入。
 カナダ
カナダ空軍が1945年から1950年にかけて、テスト用にF.3およびT.7を1機ずつ運用。
 デンマーク
デンマーク空軍が1949年から1962年にかけて計20機のF.4およびF.8、6機のT.7を、および20機のNF.11を運用。1956年からはホーカー ハンターへの更新が開始された。
 エクアドル
エクアドル空軍が運用。
 エジプト
エジプト王国空軍が1949年から1958年にかけて12機のF.4、6機のT.7、12機のF.8、および6機のNF.13を運用。これらは1950年代に順次MiG-15に更新されたが、一部は1956年の第二次中東戦争に投入された。
 フランス
フランス空軍がNF.11等を運用。
 西ドイツ
ドイツ空軍がTT.20を運用。
 イスラエル
イスラエル空軍がT.7、T.7.5、F.8、FR.9、およびNF.13を運用。
- 第117飛行隊 (ファースト・ジェット・スコードロン) - 1953年から1962年にかけて4機のT.7、11機のF.8、7機のFR.9、および5機の"T.7.5"(T.7の尾部をF.8と同型にしたベルギー製の改造機）を運用。1955年9月1日に第117飛行隊のミーティアがエジプト空軍のバンパイアを撃墜した。1956年の第二次中東戦争ではシナイ半島に侵入する空挺部隊のエスコートや対地攻撃を行った。1962年に運用機種をミラージュIIICJに更新し、F.8およびFR.9は第107飛行隊に、T.7およびT.7.5は第110飛行隊に移管した。
- 第119飛行隊 (バット・スコードロン) - 1956年から1963年にかけて5機のNF.13をフランス製のボートゥールIINと共に運用。NF.13は6機が発注されていたがこのうち1機は輸送中に墜落した。最初の2機は導入直後に第二次中東戦争に投入されエジプト空軍のイリューシン Il-14を撃墜した。1963年に運用機種をミラージュIIICJに更新しNF.13はイスラエル軍から退役した。
- 第115飛行隊 (フライングドラゴン・スコードロン) - 1950年代に少数のT.7を写真偵察機に改造し、同様に写真偵察型に改造されたデハビランド・モスキート NF.30と共に運用。1958年にモスキートの退役に伴い飛行隊は解散し、T.7は第117飛行隊に移管された。
- 第107飛行隊 (ナイツ・オブ・ザ・オレンジ・テイル) - 1962年から1964年にかけて第117飛行隊から移管されたF.8およびFR.9を運用。1964年には運用機種をウーラガンに更新しミーティアは第110飛行隊に移管された。
- 第110飛行隊 (ナイツ・オブ・ザ・ノース) - 1962年より第117飛行隊から移管されたT.7およびT.7.5を運用。これらはボートゥールIIAおよびボートゥールIIB運用のための練習機として使用された。1964年からは第107飛行隊から移管されたF.8およびFR.9も併せて運用。これらのミーティアはボートゥールと共に1970年頃まで運用され、A-4スカイホークに更新されて退役した。

 オランダ
オランダ空軍が1948年から1957年にかけて60機のF.4を運用。また1950年から1959年には併せて160機のF.8も運用した。その後ホーカー ハンターに更新された。また、オランダ海軍航空隊も運用した。
 ニュージーランド
ニュージーランド空軍第14飛行隊がイギリス空軍から借りた2機のT.7を運用した他、1機のF.3が様々な飛行部隊でジェット機の訓練用に順次使用された。
 南アフリカ共和国
南アフリカ共和国空軍が1946年から1949年にかけてF.3を運用。
 シリア
シリア空軍が1951年から1960年代にかけてT.7、F.8、FR.9および6機のNF.13を運用した。
 イギリス
開発国であり、イギリス空軍および艦隊航空隊で多数を運用。マーチンベーカーなど民間企業でも使用された。
 アメリカ合衆国
アメリカ陸軍航空軍が試験的に1機導入し、その後イギリスに返却した。
 スウェーデン
標的曳航機の開発で知られる民間企業 Svensk Flygtjänst AB が3機のT.7および4機のTT.20を保有し、1955年から1974年にかけて運用していた。

## 諸元 (F.8)
- 乗員： 1名
- 全長： 13.59 m
- 全幅： 11.33 m
- 全高： 3.96 m
- 翼面積： 32.515 m2
- 自重： 4,846 kg
- 最大荷重： 7,122 kg

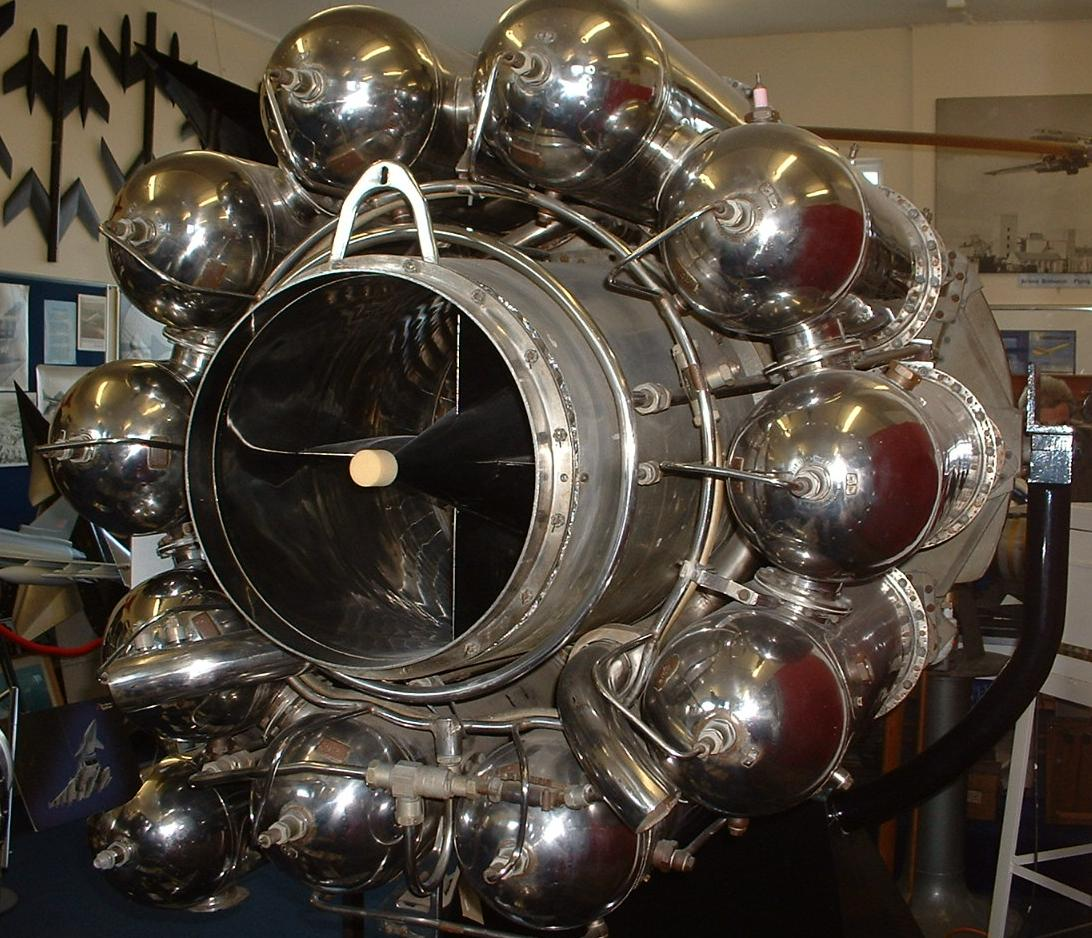
パワージェット W.2/700 遠心式ターボジェットエンジン（初期の試作機にのみ搭載）

グロスター ミーティアF.4の三面図

- 動力： ロールス・ロイス ダーウェント8遠心式ターボジェットエンジン 2基
- 出力： 各 3,500 lbf（15.5 kN）×2基
- 最大速度： マッハ 0.82
- 巡航速度： - km/h
- 航続距離： 1,111 km（高度12,192mで1,909ℓの燃料を搭載し、速度953km/hで飛行した場合）[8]
- 実用上昇限度：13,410 m
- 最大運用高度： 34,000 ft (11,500 m)
- 海面上昇率： 2,150 fpm (25 m/s)
- 固定武装：ブリティッシュ・イスパノ Mk.II 20mm 機関砲 × 4門
- ロケット：RP-3ロケット弾×16基またはHVARロケット弾×8基
- 爆弾：454 kg爆弾×2発